# 戈里齊卡斯塔里齊亞湖
戈里齊卡斯塔里齊亞湖（烏克蘭語：Горицька стариця），是烏克蘭的湖泊，位於該國北部切爾尼戈夫州，處於傑斯納河左岸，長3公里、寬0.2公里，面積0.6平方公里，最大水深3米。